# São Paulo
São Paulo (brazilsko portugalsko: [sɐ̃w ˈpawlu] ; portugalsko za Sveti Pavel) je najbolj naseljeno mesto in glavno mesto zvezne države São Paulo v jugovzhodni Braziliji. Mreža za raziskovanje globalizacije in svetovnih mest (GaWC) ga je uvrstila med alfa globalna mesta in ima velik mednarodni vpliv v trgovini, financah, umetnosti in zabavi. Latinski moto mesta je Non ducor, duco, kar pomeni 'Nisem voden, jaz vodim'.
Mesto obsega 1523 km2, po podatkih iz leta 2023 pa ima več kot 22,4 milijonov prebivalcev in predstavlja najbolj naseljeno mesto južne poloble. Ker se mesto naglo širi, se njegovo okrožje obravnava na dva načina. Po tipu definicije mestnega okrožja CSA (Combined Statistical Area) je São Paulo z več kot 30 milijoni prebivalcev drugo največje mesto na svetu in sledi Tokiu z metropolitanskim okrožjem. Po drugi, ožji definiciji, ki v mestno okrožje ne vključuje področij Campinas, Baixada Santista in drugih bližnjih četrti (Região Metropolitana de São Paulo) ima okrog 22 milijonov prebivalcev (2020), kar ga postavlja na peto najbolj naseljeno metropolitansko območje na svetu.
Mesto, ki so ga leta 1554 ustanovili jezuitski duhovniki, je bilo središče naseljencev bandeirantes v času kolonialne Brazilije, vendar je postalo pomembna gospodarska sila šele med brazilskim ciklom kave sredi 19. stoletja in je pozneje utrdilo svojo vlogo glavnega nacionalnega gospodarskega središča z industrializacijo v Braziliji v 20. stoletju, zaradi katere je mesto postalo kozmopolitski talilni lonec, dom največjih arabskih, italijanskih in japonskih diaspor na svetu, z etničnimi soseskami, kot so Bixiga, Bom Retiro in Liberdade, ter ljudmi iz več kot 200 drugih držav.
Meščani São Paula so poznani kot »paulistanos«, medtem ko izraz »paulista« predstavlja prebivalca države São Paulo. Latinski moto mesta je Non ducor, duco, kar pomeni »Ne vodijo me, jaz vodim«. Znani vzdevek mesta je »Sampa«.
São Paulo je največje urbano gospodarstvo v Latinski Ameriki, ki predstavlja približno 10 % brazilskega BDP in nekaj več kot tretjino BDP zvezne države São Paulo. Mesto je sedež B3, največje borze v Latinski Ameriki po tržni kapitalizaciji in ima več finančnih okrožij, predvsem na območjih okoli avenij Paulista, Faria Lima in Berrini. São Paulo je dom 63 % uveljavljenih multinacionalk v Braziliji in je vir približno ene tretjine brazilske znanstvene produkcije. Osrednja univerza v mestu, Univerza v São Paulu, običajno velja za najboljšo v Braziliji in Latinski Ameriki. Metropola je tudi dom več najvišjih nebotičnikov v Braziliji, vključno z Mirante do Vale, Edifício Itália, Banespa, North Tower in mnogimi drugimi.
Mesto je eno glavnih kulturnih središč v Latinski Ameriki in je dom spomenikov, parkov in muzejev, kot so Latinskoameriški spomenik, park Ibirapuera, Muzej umetnosti, São Paulo, Pinacoteca, Cinemateca, Itaú Cultural, Muzej Ipiranga, Catavento Muzej, Muzej nogometa, Muzej portugalskega jezika in Muzej slike in zvoka. São Paulo ima tudi pomembne kulturne dogodke, kot so Sao Paulo Jazz Festival, São Paulo Art Bienale, São Paulo Fashion Week, Lollapalooza, Primavera Sound, Comic Con Experience in São Paulo Gay Pride Parade, drugi največji LGBT dogodek na svetu.

## Zgodovina

### Predkolonialno obdobje
Območje današnjega São Paula, takrat znano kot ravnice Piratininga okoli reke Tietê, je bilo naseljeno z ljudstvom Tupi, kot so Tupiniquim, Guaianás in Gvarani. Tudi druga plemena so živela na območjih, ki danes tvorijo metropolitansko regijo.
Regija je bila v času srečanja z Evropejci razdeljena na Caciquedome (poglavarstva). Najpomembnejši cacique je bil Tibiriçá, znan po svoji podpori portugalskim in drugim evropskim kolonialistom. Med mnogimi avtohtonimi imeni krajev, rek, sosesk itd., ki so danes ohranjena, so Tietê, Ipiranga, Tamanduateí, Anhangabaú, Piratininga, Itaquaquecetuba, Cotia, Itapevi, Barueri, Embu-Guaçu itd.

### Kolonialno obdobje
Portugalsko vas São Paulo dos Campos de Piratininga je zaznamovala ustanovitev Colégio de São Paulo de Piratininga 25. januarja 1554. V jezuitskem kolegiju dvanajstih duhovnikov sta bila Manuel da Nóbrega in španski duhovnik José de Anchieta. Zgradili so misijon na vrhu strmega hriba med rekama Anhangabaú in Tamanduateí.
Najprej so imeli majhno strukturo, zgrajeno iz nabite zemlje, ki so jo naredili indijanski delavci v svojem tradicionalnem slogu. Duhovniki so želeli evangelizirati te Indijance, ki so živeli v regiji planote Piratininga in jih spreobrniti v krščanstvo. Mesto je bilo ločeno od obale z gorovjem Serra do Mar, ki so ga Indijanci imenovali Serra Paranapiacaba.
Kolegij je dobil ime po krščanskem svetniku in ustanovitvi na praznik spreobrnitve apostola Pavla iz Tarza. Oče José de Anchieta je v pismu Družbi Jezusovi zapisal to poročilo:
Poselitev regijskega dvorišča College se je začela leta 1560. Med obiskom Mem de Sá, generalnega guvernerja Brazilije, kapitanije São Vicente, je ukazal preselitev prebivalstva vasi São Bernardo do Campo v bližina kolegija. Takrat so ga poimenovali kolegij sv. Pavla Piratininge. Nova lokacija je bila na strmem hribu ob velikem mokrišču Várzea do Carmo. Ponujala je boljšo zaščito pred napadi lokalnih indijanskih skupin. Preimenovali so ga v Vila de São Paulo in pripada kapitaniji São Vicente.
Naslednji dve stoletji se je São Paulo razvijal kot revna in izolirana vas, ki je preživela predvsem z gojenjem samooskrbnih pridelkov z delom domačinov. Dolgo časa je bil São Paulo edina vas v notranjosti Brazilije, saj je bilo potovanje za mnoge pretežko, da bi dosegli to območje. Mem de Sá je kolonistom prepovedal uporabo poti Caminho do Piraquê (Piraquê Pot), danes znane kot Piaçaguera, zaradi pogostih indijanskih napadov nanjo.
22. marca 1681 je Luís Álvares de Castro, drugi markiz de Cascais in obdarjenec kapitanije São Vicente, preselil prestolnico v vas São Paulo in jo označil za vodjo kapitanije. Nova prestolnica je bila ustanovljena 23. aprila 1683 z javnimi praznovanji.

#### Bandeiranti
V 17. stoletju je bil São Paulo ena najrevnejših regij portugalske kolonije. Bilo je tudi središče notranjega kolonialnega razvoja. Ker so bili izjemno revni, si Paulisti niso mogli privoščiti nakupa afriških sužnjev, tako kot drugi portugalski kolonisti. Odkritje zlata v regiji Minas Gerais v 1690-ih je pritegnilo pozornost in nove naseljence v São Paulo. Kapitaniji São Paulo in Minas de Ouro sta bili ustanovljeni 3. novembra 1709, ko je portugalska krona kupila kapitaniji São Paulo in Santo Amaro od nekdanjih štipendistov.
Na priročni lokaciji v deželi, navzgor po strmem pobočju/gorovju Serra do Mar, ko potujete iz Santosa, hkrati pa ni predaleč od obale, je São Paulo postal varno bivališče za utrujene popotnike. Mesto je postalo središče bandeirantov, neustrašnih zavojevalcev, ki so korakali v neznane dežele v iskanju zlata, diamantov, dragih kamnov in Indijancev, ki bi jih zasužnjili. Bandeirante, kar bi lahko prevedli kot zastavonoše ali zastavosledci, so organizirali izlete v deželo s primarnim namenom dobička in širitve ozemlja za portugalsko krono. Trgovina je rasla iz lokalnih trgov ter zagotavljanja hrane in nastanitve za raziskovalce. Bandeiranti so sčasoma kot skupina postali politično močni in leta 1640 prisilili jezuite v izgon iz mesta São Paula. Skupini sta se pogosto spopadli zaradi nasprotovanja jezuitov domači trgovini z Indijanci s sužnji.
11. julija 1711 je bil São Paulo povišan v status mesta. Okoli leta 1720 so pionirji našli zlato v regijah blizu današnjih mest Cuiabá in Goiânia. Portugalci so svoje brazilsko ozemlje razširili preko linije Tordesillas, da bi vključili zlate regije. Ko je v poznem 18. stoletju zmanjkalo zlata, se je São Paulo preusmeril na gojenje sladkornega trsa. Pridelovanje te rastline se je razširilo po notranjosti kapitanije. Sladkor so izvažali skozi pristanišče Santos. Takrat je bila zgrajena prva moderna cesta med São Paulom in obalo, ki so jo poimenovali Calçada do Lorena ('Lorenina cesta'). Danes se posest, ki je dom guvernerja zvezne države São Paulo v mestu São Paulo, imenuje Palácio dos Bandeirantes (Palača bandeirantov) v soseski Morumbi.

### Cesarsko obdobje
Potem ko je Brazilija leta 1822 postala neodvisna od Portugalske, kot je razglasil cesar Peter I. Brazilski, kjer je spomenik neodvisnosti Brazilije, je São Paulo imenoval za cesarsko mesto. Leta 1827 je bila ustanovljena pravna šola v samostanu São Francisco, ki je danes del Univerze São Paulo. Priliv študentov in učiteljev je dal nov zagon rasti mesta, zaradi česar je mesto postalo cesarsko mesto in okrožje študentov sv. Pavla Piratininga.
Širitev proizvodnje kave je bila glavni dejavnik rasti São Paula, saj je postala glavni izvozni pridelek v regiji in je prinašala dobre prihodke. Sprva so jo gojili v regiji doline Paraíba na vzhodu zvezne države São Paulo, kasneje pa v regijah Campinas, Rio Claro, São Carlos in Ribeirão Preto.
Od leta 1869 naprej je bil São Paulo povezan s pristaniščem Santos z Estrada de Ferro Santos-Jundiaí (železniška proga Santos-Jundiaí), imenovana Gospa. V poznem 19. stoletju je več drugih železnic povezovalo notranjost z glavnim mestom države. São Paulo je postal stičišče vseh železnic iz notranjosti države. Kava je bila gospodarski motor velike gospodarske rasti in rasti prebivalstva v državi São Paulo.
Leta 1888 je brazilska cesarska princesa Isabel odobrila 'zlati zakon' (Lei Áurea), ki je ukinil institucijo suženjstva v Braziliji. Glavni vir delovne sile na plantažah kave so bili do takrat sužnji. Kot posledica tega zakona in po vladnih spodbudah za povečanje priseljevanja je provinca začela sprejemati veliko število priseljencev, večinoma italijanskih, japonskih in portugalskih kmetov, od katerih so se mnogi naselili v prestolnici. Nastajati so začele tudi prve industrije v regiji, ki so zagotavljale delovna mesta prišlekom, zlasti tistim, ki so se morali naučiti portugalščine.

### Staro republikansko obdobje
Ko je Brazilija 15. novembra 1889 postala republika, je bil izvoz kave še vedno pomemben del gospodarstva São Paula. São Paulo se je okrepil na nacionalnem političnem prizorišču in se izmenjeval s prav tako bogato državo Minas Gerais pri volitvah brazilskih predsednikov, zavezništvo, ki je postalo znano kot kava in mleko, glede na to, da je bil Minas Gerais znan po proizvodnji mleka. V tem obdobju je São Paulo prešel iz regionalnega središča v nacionalno metropolo, postal industrializiran in leta 1928 dosegel svoj prvi milijon prebivalcev. Njegova največja rast v tem obdobju je bila relativna v 1890-ih, ko je podvojil svoje prebivalstvo. Vrhunec obdobja kave predstavlja gradnja druge postaje Luz (sedanja stavba) ob koncu 19. stoletja in avenija Paulista leta 1900, kjer so zgradili številne dvorce.
Industrializacija je bil gospodarski cikel, ki je sledil modelu plantaž kave. Z rokami nekaterih marljivih družin, vključno s številnimi priseljenci italijanskega in judovskega porekla, so začele nastajati tovarne in São Paulo je postal znan po dimljenem in meglenem zraku. Kulturna scena je sledila modernističnim in naturalističnim težnjam v modi na začetku 20. stoletja. Nekateri primeri pomembnih modernističnih umetnikov sta pesnika Mário de Andrade in Oswald de Andrade, umetniki Anita Malfatti, Tarsila do Amaral in Lasar Segall ter kipar Victor Brecheret. Teden moderne umetnosti leta 1922, ki je potekal v Theatro Municipal, je bil dogodek v znamenju avantgardnih idej in umetniških del. Leta 1929 je São Paulo dobil svoj prvi nebotičnik, zgradbo Martinelli.
Spremembe, ki sta jih v mestu naredila Antônio da Silva Prado, baron iz Duprata in Washington Luís, ki je vladal od 1899 do 1919, so prispevale k razvoju mesta; nekateri učenjaki menijo, da je bilo takrat celotno mesto porušeno in na novo zgrajeno. Glavne gospodarske dejavnosti v São Paulu izhajajo iz storitvene industrije – tovarn že zdavnaj ni več, pojavile pa so se ustanove za finančne storitve, odvetniške pisarne, svetovalna podjetja. Stare tovarniške zgradbe in skladišča so še vedno posejana s pokrajino v soseskah, kot sta Barra Funda in Brás. Nekatera mesta okoli São Paula, kot so Diadema, São Bernardo do Campo, Santo André in Cubatão, so do danes še vedno močno industrializirana, s tovarnami, ki proizvajajo od kozmetike do kemikalij in avtomobilov.
Leta 1924 je bilo mesto prizorišče upora v São Paulu, oboroženega spopada v delavskih soseskah blizu središča São Paula, ki je trajal 23 dni, od 5. do 28. julija, ter pustil na stotine mrtvih in tisoče ranjenih. Spopad med zveznimi enotami predsednika Arturja Bernardesa proti upornikom brazilske vojske in javnih sil São Paula je zvezna vlada označila za zaroto, upor in »upor proti domovini, brez podlage, ki ga vodijo neurejeni člani brazilske vojske«. Da bi se soočila z uporniki, je zvezna vlada sprožila neselektivno topniško bombardiranje mesta, ki je prizadelo večinoma civilne cilje; zaradi bombardiranja je tretjina od 700.000 prebivalcev São Paula zbežala iz mesta. Upor je bil opisan kot »največji urbani konflikt v zgodovini Brazilije«.

### Revolucija leta 1932 in sodobnost
Leta 1932 se je São Paulo mobiliziral v svojem največjem državljanskem gibanju: konstitucionalistični revoluciji, ko se je celotno prebivalstvo vključilo v vojno proti »začasni vladi« Getúlia Vargasa. Leta 1934 je bila s ponovno združitvijo nekaterih fakultet, ustanovljenih v 19. stoletju, ustanovljena Univerza v São Paulu (USP), danes največja v Braziliji.
Prvi večji projekt industrijske instalacije v mestu je bil industrijski kompleks Indústrias Matarazzo v Barra Funda. V 1930-ih sta brata Jafet, ki sta delovala v poslu s tkaninami, Rodolfo Crespi, brata Puglisi Carbone in družina Klabin, ki je ustanovila prvo veliko industrijo celuloze v Braziliji, Klabin. Drugi večji industrijski razcvet se je zgodil med drugo svetovno vojno zaradi krize pridelave kave v 1930-ih in omejitev mednarodne trgovine med vojno, zaradi česar je imelo mesto zelo visoko gospodarsko rast, ki je ostala visoka tudi po vojni.
Leta 1947 je São Paulo dobil svojo prvo asfaltirano cesto: Via Anchieta (zgrajena na stari poti Joséja de Anchiete), ki povezuje glavno mesto z obalo São Paula. V 1950-ih je bil São Paulo znan kot »mesto, ki se nikoli ne ustavi« in kot »najhitreje rastoče mesto na svetu«. São Paulo je leta 1954 organiziral veliko praznovanje 'četrte stoletnice' ustanovitve mesta, ko je bil slovesno odprt park Ibirapuera, izdanih je bilo veliko zgodovinskih knjig in odkrit izvir reke Tietê v Salesópolisu. S prenosom dela mestnega finančnega središča, ki je bilo v zgodovinskem središču (v regiji imenovanem 'zgodovinski trikotnik'), na avenijo Paulista, so njegove dvorce večinoma nadomestile velike stavbe.
V obdobju od 1930 do 1960 sta bila velika podjetnika pri razvoju São Paula župan Francisco Prestes Maia in guverner Ademar de Barros, ki je bil med letoma 1957 in 1961 tudi župan São Paula. Prestes Maia je zasnoval in izvedel Načrt avenije za mesto São Paulo, ki je revolucioniral promet v São Paulu. Ta dva vladarja sta odgovorna tudi za dva največja urbanistična posega po načrtu Avenues, ki je spremenil São Paulo: popravljanje reke Tietê z izgradnjo njenih bregov in podzemne železnice São Paulo: 13. februarja 1963 je guverner Ademar de Barros in župan Prestes Maia sta ustanovila študijske komisije (državno in občinsko) za pripravo osnovnega projekta za podzemno železnico v São Paulu in podzemni železnici dodelila svoja prva sredstva. Na začetku 1960-ih je imel São Paulo že štiri milijone prebivalcev. Gradnja podzemne železnice se je začela leta 1968 pod upravo župana Joséja Vicenteja de Faria Lima, komercialna operacija pa se je začela 14. septembra 1974. Leta 2016 je sistem imel 71,5 km dolgo mrežo in 64 postaj, razporejenih na petih linijah. Tistega leta je bilo s sistemom prepeljanih 1,1 milijarde potnikov.
Konec 20. in v začetku 21. stoletja je São Paulo postal glavno finančno središče Južne Amerike in eno najbolj naseljenih mest na svetu. Kot najvplivnejše brazilsko mesto na svetovnem prizorišču je São Paulo trenutno uvrščen med alfa svetovno mesto. Metropola ima enega največjih BDP na svetu, saj sama predstavlja 11 % celotnega brazilskega BDP in je prav tako odgovorna za tretjino brazilske znanstvene produkcije.

## Grografija
São Paulo je glavno mesto najbolj naseljene zvezne države v Braziliji, São Paulo, ki leži na zemljepisni širini 23°33'01 južno in zemljepisni dolžini 46°38'02 zahodno. Skupna površina občine je 1521,11 kvadratnih kilometrov, po podatkih brazilskega inštituta za geografijo in statistiko (IBGE) je deveta največja v državi glede na ozemeljsko razširjenost. Od celotnega območja občine je 949.611 kvadratnih kilometrov urbanih območij (2015), kar je največje urbano območje v državi.
Mesto je na planoti, ki je onkraj Serra do Mar (portugalsko za 'morsko gorovje' ali 'obalno gorovje'), ki je samo del obsežne regije, znane kot Brazilsko višavje, s povprečno nadmorsko višino okoli 799 metrov nad morsko gladino, čeprav je od Atlantskega oceana oddaljen le približno 70 kilometrov. Razdaljo pokrivata dve avtocesti, Anchieta in Imigrantes, ki vodita do pristaniškega mesta Santos in letovišča Guarujá. V urbaniziranih območjih São Paula prevladuje valovit teren, razen v njegovem severnem območju, kjer pogorje Serra da Cantareira doseže višjo nadmorsko višino in precejšen ostanek Atlantskega deževnega gozda. Regija je potresno stabilna in nobena pomembna aktivnost ni bila nikoli zabeležena.

### Hidrografija
Reka Tietê in njen pritok, reka Pinheiros, sta bili nekoč pomembna vira sladke vode in prostega časa za São Paulo. Vendar pa so težke industrijske odpadne vode in izpusti odpadne vode v poznem 20. stoletju povzročili, da sta reki postali močno onesnaženi. Poteka obsežen program čiščenja obeh rek. Nobena reka ni plovna v odseku, ki teče skozi mesto, čeprav postaja vodni promet vse bolj pomemben na reki Tietê nižje (blizu reke Paraná), saj je reka del porečja reke Rio de la Plata.
V regiji ni velikih naravnih jezer, a rezervoarja Billings in Guarapiranga na južnem obrobju mesta se uporabljata za proizvodnjo električne energije, shranjevanje vode in prostočasne dejavnosti, kot je jadranje. Prvotno floro so sestavljale predvsem širokolistne zimzelene rastline. Tujerodne vrste so pogoste, saj milo podnebje in obilne padavine omogočajo gojenje številnih tropskih, subtropskih in zmernih rastlin, zlasti vseprisotnega evkaliptusa.
Na severu občine je del 7917 hektarjev državnega parka Cantareira, ustanovljenega leta 1962, ki ščiti velik del oskrbe z vodo v metropolitanskem São Paulu. Leta 2015 je São Paulo doživel veliko sušo, zaradi katere so številna mesta v zvezni državi začela uvajati sistem varčevanja.

### Parki in biotska raznovrstnost
São Paulo je v ekotonskem območju med 3 biomi: mešani ombrofilni gozd, gost ombrofilni gozd in cerrado; slednji je imel v mestu nekaj rastlinskih vrst, ki izvirajo iz pamp. Za oba bioma je bilo značilnih več vrst, med njimi lahko omenimo: araucarias, pitangueiras ali brazilska češnja (Eugenia uniflora), cambucís (campomanesia phaea), ipês (Handroanthus), jabuticabeiras, kraljičina palma (Syagrus romanzoffiana), muricís-do-campo (Byrsonima basiloba) itd.
Leta 2010 je imel São Paulo 62 občinskih in državnih parkov, kot je državni park Cantareira, ki je del biosfernega rezervata Zeleni pas São Paula in dom enega največjih mestnih gozdov na planetu s 7900 hektarji razširitve,  državni park Fontes do Ipiranga, park Ibirapuera, ekološki park Tietê, okoljevarstveno območje Capivari-Monos, državni park Serra do Mar, državni park Villa-Lobos, ljudski park in državni Jaraguá Park, ki ga je UNESCO leta 1994 uvrstil na seznam svetovne dediščine  v sklopu Jugovzhodni atlantski deževni gozdovi.
Leta 2009 je imel São Paulo 2300 hektarjev zelenih površin, manj kot 1,5 % površine mesta in pod 12 kvadratnimi metri na prebivalca, ki jih priporoča Svetovna zdravstvena organizacija (WHO). Približno 21 % površine občine pokrivajo zelene površine, vključno z ekološkimi rezervati (podatki 2010).
V občini je mogoče opazovati gozdne ptice, ki se običajno pojavijo spomladi, zaradi pasu avtohtonih gozdov, ki še vedno obdaja metropolitansko regijo. Najpogostejše so vrste, kot so rdeči drozg (Turdus rufiventris), zlato ševronski tanager (Thraupis ornata), veliki kiskadee (Pitangus sulphuratus) in kolibri. Kljub močnemu onesnaženju glavni reki mesta, Tietê in Pinheiros, dajeta zatočišče številnim vrstam živali, kot so kapibara, jastrebi, južni škratek (Vanellus chilensis), čaplje in nutrije. Druge vrste, ki jih najdemo v občini, so sivi broket (Mazama gouazoubira), rjavi vriskač (Alouatta), pisani tukan (Ramphastos dicolorus) in ščitar (Cephalopterus ornatus).

### Okolje
Onesnaženost zraka v nekaterih predelih mesta presega lokalne standarde, predvsem zaradi avtomobilskega prometa. Svetovna zdravstvena organizacija (WHO) kot varno letno povprečje postavlja mejo 20 mikrogramov trdnih delcev na kubični meter zraka. V oceni, ki jo je leta 2011 med več kot tisoč mesti po vsem svetu izvedla WHO, je bilo mesto São Paulo uvrščeno na 268. mesto najbolj onesnaženih s povprečno stopnjo 38 mikrogramov na kubični meter, kar je precej nad uvedeno mejo, vendar nižja kot v drugih brazilskih mestih, kot je Rio de Janeiro (64 mikrogramov na kubični meter). Študija iz leta 2013 je pokazala, da onesnažen zrak v mestu povzroči več smrti kot prometne nesreče.
Odsek reke Tietê, ki teče skozi mesto, je najbolj onesnažena reka v Braziliji. Leta 1992 se je začel projekt Tietê, katerega cilj je bil očistiti reko do leta 2005. Za neuspeli projekt je bilo porabljenih 8,8 milijarde realov. Leta 2019 se je začel projekt Novo Rio Pinheiros pod upravo João Doria, katerega namen je zmanjšati odplake, ki se izpuščajo v pritok Tietêja, reko Pinheiros.
Problem uravnotežene oskrbe z vodo za mesto - in za metropolo na splošno - je prav tako zaskrbljujoč: São Paulo ima malo virov vode na svojem območju, zato jo mora iskati v oddaljenih hidrografskih bazenih. Problem onesnaževanja vode je še hujši zaradi nepravilne zasedbe porečij, ki jo povzroča širitev mest, ki jo povzročajo težave pri dostopu do zemlje in stanovanj v osrednjih območjih s strani prebivalstva z nizkimi dohodki ter povezana s špekulacijami z nepremičninami in prekarnosti v novih predelih. S tem prihaja tudi do precenjenosti individualnega prevoza nad javnim – kar vodi do sedanje stopnje več kot eno vozilo na dva prebivalca in še poslabšuje problem onesnaževanja okolja.

### Podnebje
Po Köppnovi podnebni klasifikaciji ima mesto vlažno subtropsko podnebje (Cfa, meji na Cwa). Poleti (od januarja do marca) je povprečna nizka temperatura približno 19 °C, povprečna visoka temperatura pa je blizu 28 °C. Pozimi se temperature običajno gibljejo med 12 in 22 °C. Rekordno visoka temperatura je bila 37,8 °C 17. oktobra 2014, najnižja pa −3,2 °C 25. junija 1918. Kozorogov povratnik na približno 23°27' J poteka severno od São Paula in približno označuje mejo med tropskimi in zmernimi območji Južne Amerike. Zaradi svoje nadmorske višine pa ima São Paulo bolj zmerno podnebje. Poletje je toplo in deževno. Jesen in pomlad sta prehodni sezoni. Zima je mila, a še vedno najhladnejša sezona, z oblačnostjo po mestu in pogostimi polarnimi zračnimi masami. Zmrzali se občasno pojavljajo v regijah, ki so bolj oddaljene od centra, v nekaterih zimah po vsem mestu.
Padavine so obilne, letno v povprečju 1454 milimetrov. Še posebej pogosta je v toplejših mesecih in znaša povprečno 219 milimetrov, pozimi pa se zmanjša, v povprečju 47 milimetrov. Niti São Paula niti bližnje obale ni nikoli prizadel tropski ciklon in tornadična dejavnost je neobičajna. V pozni zimi, zlasti avgusta, mesto doživi pojav, znan kot veranico ali verãozinho ('majhno poletje'), ki ga sestavlja vroče in suho vreme, ki včasih doseže temperature precej nad 28 °C. Po drugi strani pa so razmeroma hladni poletni dnevi precej pogosti, ko z oceana pihajo vztrajni vetrovi. V takih primerih najvišje dnevne temperature morda ne presežejo 20 °C, spremljajo pa jih najnižje temperature, ki so pogosto pod 15 °C, vendar pa je lahko poletje izjemno vroče, ko mesto zajame vročinski val, ki mu sledijo temperature okoli 34 °C, toda na območjih z večjo gostoto nebotičnikov in manj pokritosti z drevesi se temperatura lahko počuti kot 39 °C, kot na primer na aveniji Paulista. Poleti 2014 je São Paulo prizadel vročinski val, ki je trajal skoraj 4 tedne z najvišjimi temperaturami nad 30 °C, najvišjo pa pri 36 °C. Zaradi krčenja gozdov, onesnaženja podzemne vode in podnebnih sprememb je São Paulo vse bolj dovzeten za sušo in pomanjkanje vode.

### Metropolitansko območje
Nespecifični izraz Grande São Paulo ('Veliki São Paulo') zajema več definicij. Zakonsko opredeljeno Região Metropolitana de São Paulo sestavlja skupaj 39 občin in ima 21,1 milijona prebivalcev (po nacionalnem popisu leta 2014).
Metropolitanska regija São Paulo je znana kot finančno, gospodarsko in kulturno središče Brazilije. Med največjimi občinami je največja Guarulhos z več kot milijonom prebivalcev. Več drugih šteje več kot 100.000 prebivalcev, kot sta São Bernardo do Campo (811.000 prebivalcev) in Santo André (707.000 prebivalcev) v regiji ABC. Regija ABC, ki obsega Santo André, São Bernardo do Campo in São Caetano do Sul na jugu Grande São Paula, je pomembna lokacija za industrijske korporacije, kot sta Volkswagen in Ford Motors.
Ker je São Paulo razpršen po mestih, uporablja drugačno definicijo za svoje metropolitansko območje, ki se izmenično imenuje Razširjeni metropolitanski kompleks São Paula in Makrometropola São Paula. Podobno definiciji BosWash je ena največjih urbanih aglomeracij na svetu z 32 milijoni prebivalcev, za Velikim Tokiom, ki vključuje štiri sosednje pravno opredeljene metropolitanske regije in tri mikroregije.
- Matarazzo Building, mestna hiša São Paulo
- Občinska zbornica São Paula
- Palača bandeirantov, sedež državne vlade
- Zakonodajna skupščina São Paula

### Upravna delitev
São Paulo je razdeljen na 32 podprefektur, od katerih ima vsaka svojo upravo (subprefeitura), razdeljeno na več okrožij (distritos). Mesto ima tudi radialno razdeljeno na devet con zaradi nadzora prometa in avtobusnih linij, ki ne sodijo v administrativno razdelitev. Ta območja so označena z barvami uličnih znakov. Zgodovinsko jedro São Paula, ki vključuje mestno jedro in območje avenije Paulista, je v podprefekturi Sé. Večina drugih gospodarskih in turističnih objektov v mestu je znotraj območja, ki se uradno imenuje Centro Expandido (portugalsko za 'široko središče'), ki vključuje Sé in več drugih podprefektur ter območja neposredno okoli njega.

## Gospodarstvo
São Paulo je mesto z največjim BDP v Braziliji in eno največjih na svetu. Po podatkih IBGE je njen bruto domači proizvod (BDP) leta 2010 znašal 450 milijard R$, približno 220 milijard USD, 12,26 % brazilskega BDP in 36 % BDP države São Paulo. Dohodek na prebivalca v mestu je leta 2008 znašal 32.493 R$.
São Paulo velja za finančno prestolnico Brazilije, saj je tu sedež velikih korporacij ter bank in finančnih ustanov. Mesto je sedež B3, največje borze v Latinski Ameriki po tržni kapitalizaciji in ima več finančnih okrožij, predvsem na območjih okoli avenij Paulista, Faria Lima in Berrini. 63 % vseh mednarodnih podjetij, ki poslujejo v Braziliji, ima svoj sedež v São Paulu. São Paulo ima eno največjih koncentracij nemških podjetij po vsem svetu in je poleg Göteborga največje švedsko industrijsko središče.
Od leta 2014 je São Paulo tretja največja izvozna občina v Braziliji za Parauapebasom v PA in Riom de Janeirom v RJ. V tem letu je izvoženo blago São Paula znašalo 7,32 milijarde USD (USD) ali 3,02 % celotnega brazilskega izvoza. Prvih pet izdelkov, ki jih izvozi São Paulo, je soja (21 %), surovi sladkor (19 %), kava (6,5 %), sulfatna kemična lesna celuloza (5,6 %) in koruza (4,4 %).
Gospodarstvo São Paula gre skozi globoko preobrazbo. Nekoč mesto z močnim industrijskim značajem je gospodarstvo São Paula sledilo svetovnemu trendu preusmeritve v terciarni sektor gospodarstva, ki se osredotoča na storitve. São Paulo ima tudi veliko 'neformalno' gospodarstvo. Po podatkih PricewaterhouseCoopers je povprečna letna gospodarska rast mesta 4,2 %. Leta 2005 je mesto São Paulo zbralo 90 milijard R$ davkov, mestni proračun pa je znašal 15 milijard R$. Mesto ima 1500 bančnih poslovalnic in 70 nakupovalnih centrov.
Mesto je edinstveno med brazilskimi mesti zaradi velikega števila tujih korporacij. São Paulo je bil uvrščen na drugo mesto za New Yorkom na polletni lestvici Mest prihodnosti 2013–14 v Ameriki, ki jo pripravlja revija FDi, in bil imenovan za latinskoameriško mesto prihodnosti 2013–14. Glede na Mercerjevo lestvico življenjskih stroškov zaposlenih v tujini leta 2011 je São Paulo med desetimi najdražjimi mesti na svetu.
Luksuzne blagovne znamke svoje poslovanje običajno koncentrirajo v São Paulu. Zaradi pomanjkanja veleblagovnic in butikov več blagovnih znamk nakupovalna središča in okrožje Jardins privabljajo večino svetovnih luksuznih znamk. Večino mednarodnih luksuznih znamk lahko najdete v nakupovalnih središčih Iguatemi, Cidade Jardim ali JK ali na ulicah Oscar Freire, Lorena ali Haddock Lobo v okrožju Jardins. So dom znamk, kot so Cartier, Chanel, Dior, Giorgio Armani, Gucci, Louis Vuitton, Marc Jacobs, Tiffany & Co. Cidade Jardim je bil odprt v São Paulu leta 2008 in meri 45.000 kvadratnih metrov; nakupovalno središče, urejeno z drevesi in zelenjem, s poudarkom na brazilskih blagovnih znamkah, a tudi dom mednarodnih luksuznih znamk, kot so Hermès, Jimmy Choo, Pucci in Carolina Herrera. Nakupovalno središče JK, odprto leta 2012, je v Brazilijo pripeljalo blagovne znamke, ki prej niso bile prisotne v državi, kot so Goyard, Tory Burch, LLC, Prada in Miu Miu.
Iguatemi Faria Lima na aveniji Faria Lima je najstarejše nakupovalno središče v Braziliji, odprto leta 1966. Soseska Jardins velja za eno najbolj prefinjenih mest v mestu z vrhunskimi restavracijami in hoteli. New York Times je nekoč primerjal ulico Oscar Freire z Rodeo Driveom. V Jardinsu so prodajalci luksuznih avtomobilov. Ena najboljših restavracij na svetu po izboru nagrade 50 najboljših restavracij na svetu, D.O.M., je tam.

## Turizem
V mestu so velike hotelske verige, katerih ciljna publika so poslovni potniki. São Paulo je dom 75 % vodilnih poslovnih sejmov v državi. Mesto promovira tudi enega najpomembnejših tednov mode na svetu. Teden mode v São Paulu, ustanovljen leta 1996 pod imenom Morumbi Fashion Brasil, je največji in najpomembnejši modni dogodek v Latinski Ameriki. Poleg tega je parada ponosa gejev v São Paulu, ki poteka od leta 1997 na aveniji Paulista, dogodek, ki v mesto privabi več turistov.
Letni pohod za Jezusa je veliko srečanje kristjanov iz protestantskih cerkva po vsej Braziliji, pri čemer policija São Paula poroča o udeležbi v razponu od 350.000 leta 2015. Poleg tega São Paulo gosti letni São Paulo Pancake Cook-Off, na katerem kuharji iz vse Brazilije in sveta sodelujejo v tekmovanjih, ki temeljijo na kuhanju palačink.
Kulturni turizem je prav tako pomemben za mesto, zlasti če upoštevamo mednarodne dogodke v metropoli, kot je umetniški bienale v São Paulu, ki je leta 2004 privabil skoraj 1 milijon ljudi.
Mesto ima nočno življenje, ki velja za enega najboljših v državi, in je mednarodno središče zelo aktivnega in raznolikega nočnega življenja z bari, plesnimi bari in nočnimi klubi, ki ostanejo odprti tudi čez polnoč.[193] Obstajajo kinematografi, gledališča, muzeji in kulturni centri. Rua Oscar Freire je bila po mnenju Mystery Shopping International imenovana za eno izmed osmih najbolj luksuznih ulic na svetu, São Paulo pa za 25. »najdražje mesto« na planetu.
Po podatkih International Congress & Convention Association je São Paulo prvi med mesti, ki gostijo mednarodne dogodke v Ameriki, in 12. na svetu, za Dunajem, Parizom, Barcelono, Singapurjem, Berlinom, Budimpešto, Amsterdamom, Stockholmom, Seulom, Lizbono, in Kopenhagen. Po študiji MasterCarda v 130 mestih po vsem svetu je bil São Paulo tretja najbolj obiskana destinacija v Latinski Ameriki (za Ciudad de Mexicom in Buenos Airesom) z 2,4 milijona tujih popotnikov, ki so leta 2013 porabili 2,9 milijarde USD (največ med mesta v regiji). Leta 2014 je CNN nočno življenje v São Paulu uvrstil na četrto mesto najboljših na svetu, za New Yorkom, Berlinom in Ibizo v Španiji.
Kulinarika regije je turistična atrakcija. Mesto ima 62 kuhinj v 12.000 restavracijah. Med 10. mednarodnim kongresom gastronomije, gostinstva in turizma (Cihat), ki je potekal leta 1997, je mesto prejelo naziv »svetovna prestolnica gastronomije« od komisije, ki jo je oblikovalo 43 predstavnikov držav.

## Mestna infrastruktura
Je eno največjih gospodarskih središč Južne Amerike. Zaradi prve in druge svetovne vojne se je zmanjšal izvoz poljščin (predvsem kave) v Evropo in industrijska središča so zapolnila gospodarske vrzeli z gradnjo tovarn. Sao Paulo je tako gradil tovarne in sprejemal pri tem tudi delovno silo s tujine. Največ imigrantov pride iz Italije pa tudi veliko notranjih migrantov s severovzhoda. Velika rast prebivalstva je prinesla mnogo težav za mesto, ki se je moralo nenadoma prilagoditi. Mesto ima lasten vir vode, a več kot 10% prebivalstva nima urejene kanalizacije. Energetsko elektrika oskrbi vsa gospodinjstva, a mesto odvozi skoraj 80 % odpadkov v predelavo v druga mesta (Caieiras and Guarulhos). Predelava odpadkov je zanemarljiva.

### Mestno načrtovanje
São Paulo je mesto polno blokov in nebotičnikov. Zunanji del mesta je poln 4nadstropnih stavb, največ jih ima 20 nadstropij, le redke 40. A teh visokih stavb je veliko, med drugim Palácio Zarzur Kogan, ki je visok 170 metrov.
Mesto je doživelo tri različne faze mestnega načrtovanja. Do 2.svetovne vojne se je mesto načrtovalo v različna mestna središča, ki so bila zaznamovana s svojim slogom in načinom gradnje. Heteronomna gradba je bila deloma posledica industrializacije, deloma pa velikopoteznega načrtovanja prostora. Do 1980tih let se je mesto prizadevalo razviti mestno središče, periferijo pa prepustilo gradbenih projektom zainteresiranim. Tako so nastala urbana naselja gradbinskih veljakov, pa tudi barakarske stavbe in montažne hiše. Od 1980 pa do danes mesto predvsem raste in se zapolnjuje. Zaradi kaotičnega razvoja se mesto vidno razlikuje od glavnega mesta Brazilije Brasilia, kjer je mesto bilo načrtovano še pred samo izgradnjo, ali mest kot je Belo Horizonte, kjer so mestni veljaki načrtovali gradnjo celotnih naselij predhodno.

Nekaj načrtovanja mesta je bilo uspešnega, a je bilo izvedeno po načelu "Uniči in ponovno zgradi". Tako je mesto zgradilo večje avenije po mestu kot je bil načrt v 1920tih letih, in v 1950tih letih tako prenovilo javni promet, avtobuse, prenovo mestnega nakupovalnega središča. Te prenove so razširile mesto, a tudi izolirale neke skupnosti ali jih izselile in enodružinskih samozgrajenih hiš. Nato so sledile urbani odloki o conah, kjer se je pričelo nagrajevati gradnjo večstanovanjskih hiš in davčiti cone, ki niso sledile razvoju. V mestu so nastale favele, poceni gradnja začasnih stanovalcev ob krajih, kjer je gradnja sicer prepovedana. Do leta 1993 je 19.8% prebivalcev São Paula živelo v favelah, leta 1980 jih je bilo 5.2%. Danes se predvideva, da 2.1 milijona meščanov živi v favelah, to je 11% prebivalstva v središču mesta.

### Transport

#### Ceste
Avtomobili so najpomembnejše prevozno sredstvo, več kot 7 millijonov vozil je registrirano v mestu. Promet je zgoščen in prometna gneča običajna tudi na avtocestah. Mesto je v procesu gradnje drugega razširjenega pasu avtomobilske obvoznice.

#### Letališča
São Paulo ima dve letališči:
- mednarodno letališče São Paulo/Guarulhos za mednarodne in nacionalne lete "Cumbica"
- letališče São Paulo–Congonhas Airport za domače in regionalne lete, je blizu finančnim ulicam mesta.

Polet tega letališče Campo de Marte uporabljajo za zasebne lete in lahka letala in helikopterje.
Regijo oskrbujejo tudi mednarodno letališče Viracopos, letališče São José dos Campos in letališče Jundiaí.

#### Mestna železnica
São Paulo ima mestno železnico s 377 km proge in 184 postajališči. Nekaj metroja deluje tudi pod zemljo in velja za enega največjih urbanih železnic v Južni Ameriki. Razdeljen je na dva različna sistema, Metro in CPTM. Metro oskrbuje 6 linij. CPTM 7 linij. Ob tem deluje več zasebnih podjetij, ki oskrbuje in vzdržuje linije. Ni tramvaja.

#### Avtobusno omrežje
Avtobusni prevoz je sestavljen iz 17.000 avtobusov, od tega je 290 trolejbusov. Mesto ima dva različna avtobusna sistema prevoza in dva različna sistema trolejbusov. Mesto ima tudi eno največjih avtobusnih postaj na svetu, Tietê Bus Terminal. Ponuja prevoze do 1010 mest v petih državah.